# Trioceros deremensis
Trioceros deremensis  es una especie de lagarto iguanio de la familia de los camaleones, endémica de Tanzania en África Oriental.

## Distribución y hábitat
Se distribuye en las montañas de Uluguru, este de Usambara, Nguu y Nguru en Tanzania.
Su hábitat se compone principalmente de selva montana e incluye el borde de la selva y pequeñas plantaciones forestales de cacao o café.

## Estado de conservación
Esta especie habita varias zonas protegidas y no parece sufrir las consecuencias de una destrucción de hábitat significativa. Sin embargo, es probable que las poblaciones de Trioceros deremensis sean afectadas por el comercio de animales salvajes, y la especie ha sido incluido en el Apéndice II de CITES para limitar sus efectos.